# Kaarlo Paananen
Kaarlo Paananen (ur. 6 marca 1910) – fiński łyżwiarz szybki, brązowy medalista mistrzostw Europy.

## Kariera
Największy sukces w karierze Kaarlo Paananen osiągnął w 1933 roku, kiedy zdobył brązowy medal podczas mistrzostw Europy w Wyborgu. W zawodach tych wyprzedzili go jedynie Norweg Ivar Ballangrud oraz inny reprezentant Finlandii, Birger Wasenius. W poszczególnych biegach Paananen był drugi na 500 i 1500 m, trzeci na 5000 m oraz czwarty na dystansie 10 000 m. Był to jedyny medal wywalczony przez niego na międzynarodowej imprezie tej rangi. Wystąpił także na wielobojowych mistrzostwach świata w Helsinkach w 1934 roku i rozgrywanych rok później mistrzostwach Europy w Helsinkach, jednak w obu imprezach nie awansował do finału. Nigdy nie wystąpił na igrzyskach olimpijskich. 